# Carl Anthon Paaske
Carl Anthon Paaske, född 8 november 1827 i Borre prestegjæld, Jarlsberg og Larviks amt, död 1911, var en norsk bergmästare.
Paaske tog 1846 preliminärexamen och 1850 bergsexamen. Efter praktiska prov vid Kongsbergs silververk, inträdde han 1851 i detta verks tjänst som stigare vid "Kongens Grube", anställdes 1855 som överstigare i silververkets södra revir och behöll denna post till 1861 då han blev föreståndare för de Herman Wedel-Jarlsberg tillhörande Langøy gruvor med angränsande områden i närheten av Kragerø. År 1858 besökte han med offentligt understöd Tyskland för att, främst i Clausthal och Freiberg, bekanta sig med nyare framsteg i gruv- och krossverksdriften. År 1872 utnämndes han till bergmästare vid Kongsbergs silververk och 1893 till bergmästare i västra sunnanfjällska distriktet.